# 成歩堂龍一
成歩堂 龍一（なるほどう りゅういち、1992年 - ）はカプコンのゲーム『逆転裁判』シリーズに登場する架空の人物。海外版での名前は、「Phoenix Wright（フェニックス・ライト）」。

## 概要
逆転裁判シリーズの『逆転裁判』『逆転裁判2』『逆転裁判3』『逆転裁判 蘇る逆転』』『逆転裁判5』（以下、それぞれ『1』『2』『3』『蘇る』『5』）、および同漫画版の主人公。『逆転裁判6』では王泥喜法介とダブル主人公となる。『逆転裁判4』では主人公が代替わりしたため、第1話の依頼人かつ主人公の師匠の親友として、外見・性格が大きく変化した姿で登場しており、第4話の回想・後半探偵パートでは主人公となる。『逆転検事』では「存在を匂わす程度」とされ本編には関与せず、背景と登場人物の発言にそれらしき存在が確認されるのみとなっている。
苗字の由来は「なるほど」。名前の由来は音楽家の坂本龍一。開発時は「爽果なるほど（そうか なるほど）」という名前だったが、その後現在の名前である成歩堂龍一におちついた。ゲームの開発そのものが紆余曲折したため職業や外見などが開発当初とは大きく違うものになり、その辺りの事情については「1」の公式ページの開発者コラムに詳しいことが記載されている。「成歩堂」のイントネーションは「エビフライ」と同じ。
英語版での名前は"Phoenix Wright"（フェニックス・ライト）だが、Phoenixはそのままフェニックス、つまり不死鳥のことで、「（不死鳥のように）何度も蘇る」ことからの命名。『蘇る』の第5話「蘇る逆転」の英語題は"Rise from the Ashes"つまり“灰の中から立ちあがる”であり、ここでも不死鳥とかけてある。なお『ULTIMATE MARVEL VS. CAPCOM 3』の日本語版ホームページでは英語版の名前ではなく「NARUHODO-KUN（なるほどくん）」という名義になっている（英語版ではPhoenix Wright名義）。
『4』での彼のキャッチコピーは、「忘れられた伝説」。『5』でのキャッチコピーは、「帰ってきた逆転」。
固有BGMは「異議あり！」。また、『1』における「追求」BGMである「追求 ～追いつめられて」も多く使われる（『1』から『4』、『レイトン教授VS逆転裁判』（プロローグの英国法廷）、『ULTIMATE MARVEL VS. CAPCOM 3』の逆転モード）。

## 人物
職業は刑事事件専門の弁護士（成歩堂法律事務所が刑事事件専門であることは『6』にて希月が述べている）。一時期資格を剥奪されピアニストを名乗るが、後に5にて弁護士復帰。生年月日は明確にされておらず、ところどころ矛盾している点はあるものの、1992 - 93年度（学校年度）生まれであることが推定できる。実写映画版では20XX年で25歳であり、ゲームとは生年の設定が異なる。出身地などの詳細は不明であるが、入所の際に事務所へ通うため引越してきている。

### 家族構成
両親については不明で、兄弟はいない。先祖に成歩堂龍ノ介を持つことを除いてほとんど明かされない。結婚はしておらず、綾里真宵と一緒に行動することが多い。『4』以降では義理の娘であるみぬきといっしょに暮らしている。

### 性格
主に他人の発言に対しツッコミを入れることが多いが、稀にボケ役になることもある。
考えが顔や目に出やすい性質らしく、他人に動揺を見抜かれることが多い。勘違いが多く、早とちりしやすく（「3」のやりとりはボケ役の流れ）人一倍お節介（『1』で学級裁判の真相を知った際の御剣と矢張からの評）。
『1』の時点では真宵を「お前」や「こいつ」呼ばわりするなどやや口が悪い場面が見られた。メディアワークス発行のファンブックで巧はスエカネクミコからこの点を指摘されたことを明かしており、自身もこのファンブックや「なるほど逆転裁判!」でこのことにツッコミを入れている（『蘇る』でのリメイクにあたり、真宵を「お前」と呼ぶことはなく「こいつ」は「この子」に訂正されている）。『2』では事件の真相を知った際、一度だけ相手を「キサマ」と呼んだ。『3』においても、真宵のことを「コイツ」と呼んでいる部分がある。
『4』では義娘のみぬきにガリューウエーブのDVDを買うためと、小遣いを15年分（1か月の小遣いは500円）前貸ししたりと甘い一面を見せる。『5』のボイスドラマではサーカスに出演したみぬきのことを観客に自慢して回っており、心音から「親バカ」と言われている。
全作品を通して激しく怒ることは少なく、『1』第1話で描かれたもの以外には特に怒りの表情を見せることもない。ただし裏切りや検察側の事実隠蔽に関しては激しい怒りを露わにするシーンもあった。『レイトン教授VS逆転裁判』でも、相手に殴りかかる寸前にまで激しい怒りを見せるシーンがある。法廷パートでは「苦笑」や「余裕の笑み」といった形でしか笑う表情を見せないが、『3』の大学生時代や『4』以降の探偵パート、『ULTIMATE MARVEL VS CAPCOM 3』の勝利デモでは目を細め口を開けて笑う表情を見せている。
『2』第2話で勝訴した際の狩魔冥に対する台詞や『2』最終話の真犯人、『3』第3話の真犯人に対する発言など、時折強い皮肉のこもった発言を相手にぶつけることがある。『4』でも王泥喜に対しそういった発言を見せている。
『5』では、2人の弁護士を抱える法律事務所の所長として弁護士の心構えなどをレクチャーするほどの成長ぶりを見せている。
ファンブックで巧は「彼の台詞は素のままの自分で書いている」と語っており、稲葉など他のスタッフから「成歩堂は巧が自己投影したキャラクター」と指摘されていた。巧はプロフィールに似通っている点が多いと語りつつも自己投影については「してないと思っている」と語っている。

### 来歴
小学4年生の時、当時同級生だった御剣の給食費の入った封筒を盗んだ疑いをかけられたことで学級裁判にまで発展したが、被害者である御剣本人、そして同じく同級生だった矢張政志の弁護によって助けられた（このとき御剣本人は真犯人は誰だったか知っていた）。これがきっかけで成歩堂は二人と親友になったが、ほどなく御剣は転校してしまう。
大学の2回生のころ、彼は転校して行ったきり会うことのなかった御剣が（弁護士になるという小学生のころの夢とは正反対の）検事になっていること、そして御剣の周囲で囁かれる黒い噂のことを知り、御剣に会うために自分が弁護士になることを決意。3回生のころに冤罪で殺人事件の被告人になってしまうが、後に師匠となる綾里千尋の弁護によって無罪判決を受けた。当時泣き虫で子供のような性格だったが、友人たちからは大人扱いされていたらしい。
2011年、シェイクスピア俳優をめざし勇盟大学芸術学部入学。在学中の2014年、司法試験に現役合格。2015年に同大学を卒業、2016年「綾里法律事務所」へ入所。（その間、司法修習を受けていたと思われる）千尋の妹・綾里真宵と共に「成歩堂法律事務所」を設立。
2019年2月（『3』第5話）で、春美の霊媒により登場した千尋から「一人前の弁護士」と認められる。しかしその2か月後の事件（『4』第4話で回想）で何者かにはめられ、捏造された証拠品を提出してしまい法曹界から去る。成歩堂法律事務所を「成歩堂芸能事務所」と改め、みぬきを養女とし、「ピアニスト」として活動する裏でその事件の真相を追い続けるようになる。
2026年4月（『4』第1話）に殺人事件の容疑者となり、弁護を王泥喜法介に依頼する。王泥喜が事務所に加入し所名を「成歩堂なんでも事務所」と改名。10月（『4』第4話）には捏造事件の真相を王泥喜と共に裁判員制度シミュレーション法廷で明らかにし、名誉を回復することに成功する。
2027年4月（『5』第2話）に、数年前の渡米中に知り合った希月心音が弁護士となって帰国、事務所に迎え入れる。7月（『5』特別編）には検事局長となった御剣怜侍の尽力もあり、成歩堂曰く「スムーズに」弁護士資格を再取得し、「成歩堂なんでも事務所」所長となる。

### 容姿
身長176cm、体重は不明だが外見上特に痩せ過ぎでも太り過ぎでもない。肩幅はやや広め。首筋も太め。これらを含め、体つきは比較的しっかりしているように見える。
服装は弁護士になってからはいつも青系のスーツに赤系（ディレクターの巧舟によればピンク）のネクタイ。このスーツは何着も所持しているのか、あるいは一着しかないのかは不明（『5』では「けっこうお気に入りなのに」、漫画版では「一張羅」と発言している）。ヒゲは生やしていない。オールバックで、後ろに向かってギザギザしているように伸びる（真正面から見ると側頭部もギザギザに見える）という特徴的な髪型をしているが、本人曰く「小さいころからこんな髪型」で、小学生時代と大学生時代の彼の姿をゲーム中で見てみても確かに両時代ともに同じ髪形をしている。また『蘇る』のキャラクターブログで「髪型がうまくきまらない」という発言があるが、床屋などで特別なセットをしているわけではないらしい。劇中でこのギザギザの髪型については「青いギザギザの弁護士」「ハリネズミ」などとバカにした言い方をされることが多く、やや外見にコンプレックスを持っている節がある。また、眉毛も少々ギザギザしている。
『3』で登場した大学生時代の彼は赤いハートと「RYU」という文字がデザインされているピンク色のセーターを着ており、赤いマフラーを巻いている。この話では風邪をひいているためマスクをつけているが、咳き込んだりくしゃみをしたりするとマスクが勢いよく飛び出す。髪型はほとんど同一だが、頭頂部の髪はやや左側に偏っている。
また『3』の一部エピソードでは人物ファイルの中に彼自身の写真も含まれていた（真正面からのアングル）が、真宵からは「写真写り、よくないね」、糸鋸からは「サエない顔ッスな」などと評価はかなり悪く、本人も「撮り直した方がいいかも」と思っている。
『4』ではパーカーにトレードマークの髪型と眉毛を隠す「PaPa」という文字が入ったニット帽、さらに無精ヒゲと、前期シリーズの面影がほとんど残っていない姿で登場している。これはディレクターの巧が同作のキャラクターデザインを担当した塗和也に、「やさぐれている、成歩堂だとわからないようにしてほしい」とオーダーしたとのこと。ニット帽はみぬきの手作り（『5』より）。
『5』では『3』以前と同じ青色のスーツとピンクのネクタイだがシャツとスーツの間に水色のベストを着ており、スーツのボタンを止めていない。また、スーツの胸ポケットからはみぬきの写真が入ったロケットのチェーンが覗いている。以前と同様ヒゲは剃っており、前髪が一房だけ降りている（夕神の斬撃を受けると切り落とされてしまうが、すぐに新しい房が降りてくる）。ダウンロードコンテンツで『3』以前の作品と同様のデザインに変更できる。また公式ブログの解説によると基本アングルが異なる探偵パートと法廷パートで微妙に3Dモデルが異なっており、それに伴い髪型なども微妙に変化している。
年齢の割に老けて見えるのか、劇中では「お兄さん」というよりも「オジサン」と呼ばれることが多く、本人はあまりそれを快く思っていない。『4』では自ら若くないことを受け入れているような発言をし、みぬきからの「もう若くない」という言葉にも特に反応していなかった。『5』では「ジマンじゃないがこれでもまだお兄さんと呼ばれることが多い」とも言っている。

### 好物・苦手なもの
『3』第3話でリンゴとウィンナーが大好きと発言しており、「逆転裁判事典」ではこの二つが好物として扱われている。ラーメンは豚骨派。飲み物はグレープジュース（後述の通りワインの可能性が高い）がお気に入りで、ドクターストップにかかってもわざわざ「深海の天然水」というミネラルウォーターのラベルを貼って飲んでいた。また「なるほど逆転裁判!」では真宵に好きな麺類を聞かれビーフンと答えている。風邪薬は“カゼゴロシ・Z”のファン。実写映画版ではナッツが好物であり、噛むと脳細胞が活性化されると信じている（ノベライズ版より）。
嫌いなものは“裏切り”と“毒薬”、理由は本人曰く「最も卑怯で人を深く傷つけるから」で、『3』では「ゆるせない」とまで言っている。高所恐怖症でもある。『1』では電動自転車について「何となく中途半端な感じが嫌い」と言っており、これに乗る若者（真宵と千尋）には批判的な様子を見せた。『2』ではトミーに対して「つまらないギャグは許せる。でも、それを自分で笑う奴は我慢できないんだ！」と発言している。『4』では幼いころから注射が苦手であることが判明している。他にも法廷の控え室のソファーについては『2』の序盤で寝起きに犯人から襲われた経験から縁起が悪いと語っていた。
ゲーム中では直接的な飲酒の描写はないが、『1』第4話にて判決後「昨日は騒ぎすぎた」「頭がガンガンする」と言っている。また、『4』ではワインを常飲していることを示唆する描写があり（かつ、それがワインであることは『6』の第5話で王泥喜パートで調査した際に判明する）、酒が飲めないというわけではない。またドリマガに載せられていたポスターには酒らしきものの入った盃を持って顔を赤らめている彼の姿が描かれていた。喫煙の習慣はなく、『1』の星影法律事務所の応接のテーブルを調べた際に「タバコ嫌いだ」という発言が見られる。
好きな女性のタイプなどは不明。女性を見て「綺麗な人だな」と思うことはあるようだが、登場人物に異性として好意を抱くことはあまりないようである。しかし一度恋した女性は周囲が引くほど一途に想う傾向があり、『3』で登場した際には大学生時代に恋人がいたことが判明した。漫画版第3話では、真宵がきぐるみショーを見ている間に司会の女性（彼曰く「大学時代の恋人に似ている」）に見とれている描写が存在する。『1』では美人の女性に見とれて目をハート型にする展開が考えられていたが、没になった。「なるほど逆転裁判!」では小学生時代のある事件がきっかけでバレンタインデーとホワイトデーはあまり好きではないと語っており、小学生時代に好きな子がいたことも話している。

### 体質
特に持病はなく、健康な様子（ただし一度記憶喪失になったことはある）。『4』では怪我で入院中に医者からグレープジュースを止められてドクターストップにかかっているが、何のために止められているのか不明。元々はグレープジュースではなくワインの設定だったが、『4』は全年齢対象のゲームであるために変更になった。『6』では実際はワインだったことを示唆するセリフが王泥喜から語られている。
また、風邪を引いて高熱を出したり、高いところに登ったりすると顔色がビリジアンやモスグリーンといった深緑色になる。
「なるほど逆転裁判!」によると、人生で4回しか風邪を引いたことがなく（小学生のとき、『3』第1話、『3』第5話、「なるほど逆転裁判!」）、そのたびに悲惨な事件に巻き込まれている。

### 趣味・特技
機械は苦手で少ししか扱えない。しかし『2』第4話で本人曰く「壊すのは得意」らしい（その後のことは糸鋸に任せようと言っていたため、本当に分解しか得意ではない）。資格は弁護士の資格のみ（『4』ではそれも剥奪されている）で、運転免許すら持っていない。移動は主に自転車やタクシーで行っている模様。アニメ版では自宅マンションから裁判所へ自転車で移動するシーンがある。
法律にはあまり詳しくないようで、千尋の遺品である本を読んだときに「ちょっと読んだら頭がいたくなった」と発言している。ただしさすがに六法はちゃんと勉強しているらしく、真宵に「飯盒ってどうしてへこんでるの？」と聞かれたときに「六法全書にはのってなかった」と答えている。『4』では失踪宣告の話をしたりと、自分の担当していない民事に関する法律についてもある程度の知識を持ち合わせているようである。
『4』でピアニストを名乗るにもかかわらず、ピアノはほとんど弾けない（弁護士資格を剥奪されたばかりのころは鍵盤の配置すら分からない状態だった）。また、うるさい客からのリクエストでたまに弾くことはあっても「大抵は一曲弾けば黙り込む」らしい。
宝くじや競馬などのギャンブルをする描写は見られないが、真宵とトランプで勝負して5万円負けたことがある（成歩堂は本気にしていなかったらしい）。『4』ではロシア料理店でピアニストと掛け持ちでポーカープレイヤーをしていたが、金や物を賭ける賭博ではなかったらしい。本人いわく「このポーカー勝負で負けたことは7年間で一度もない」が、実際には大勝負の際にはみぬきの能力を使って相手の心の動きを読み取っていた。
ジョークのセンスは皆無で、場の雰囲気を考えずにジョークを言い、周りの人物から怒りを買うこともしばしば。また、『2』第3話ではピエロのトミーから「ダジャレで俺を笑わせれば情報を譲ってやる」と言われ「ヘタなシャレはやめなシャレ」と言うも見事にすべってしまい、「今すぐ死にたい」と言いだした。
人気特撮ヒーロー番組「トノサマン」を見た際、そのビジュアルについて「シュール」と批判する内容の発言をしており、その続編についても独特のストーリーに難色を示している。『4』では真宵からシリーズ全作品のビデオディスクを送られており、それに関するレポートを書かされている。
得意なスポーツなどは不明だが、決して運動技能は高くないらしく『2』でとんぼ返りをせがまれたときに「できない」と発言している。また犯人に殴られるなどして証拠品を奪われたことがあるため、喧嘩もあまり強くないようである。
音楽の趣味も劇中では語られていない。「なるほど逆転裁判!」ではパンクロックを聴いているが、そのバンドについては「アタマが悪そう」と批判している。『4』ではガリューウエーブのリーダーである牙琉響也について「気に入らない」旨の発言をしている。

### 生活・仕事

#### 事務所や自宅
成歩堂の事務所は以前綾里法律事務所だった建物を、持ち主であった綾里千尋の希望もありそのまま受け継いだもの。事務所には受付と所長室が、そしてシャワールームがある（ただしシャワールームは会話の中で存在が出てくるのみでグラフィックはない）。
所長室には千尋の遺品である法律関係の本や観葉植物（コルディリネ・ストリクターという種）のチャーリーくんなどが大事にそのまま置かれている。またソファなどの依頼人も使う家具は割と金がかかっているものが多く、デスクやパソコンなどはシンプルなものが多い（これは千尋の信条である）。しかし成歩堂はデスクよりもソファに座ってテレビを見ることの方が多いらしい。その所長室にはポスターが一枚貼られているが、これは時々貼り変えられている（タイトルが不明だが千尋が見て初めて泣いたという映画のポスター→トノサマンのポスター→元の映画のポスター）。ビルの向かいにはビジネスホテル「ホテル・バンドー」（旧・板東ホテル）がある。事務所の机は、あまり座る機会がないらしく、埃が被るほどである（『5』では王泥喜に「成歩堂さんの机は埃が何か月も積もったままだから硬くなっている」と言われた）。真宵との会話で「事務所は汚い」ということを垣間見ることの出来る会話があるので、事務所は全体的に汚いようである。なお、『3』では自分のデスクを掃除することについて「デキる男はデスクを選ばない」や「絶対同意するもんか」などという発言をしている。『5』によれば見かねた春美がたまに掃除に来ている（「すぐにまた散らかる」と言っている）。
『4』ではみぬきのマジック用小道具などで所長室が埋め尽くされている。一応ピアノは置いてあるが、そこにも小道具を置いている上に「ホテルから苦情が来る」ので使わないようである。
事務所の防音設備は皆無らしく、みぬきに「隣の部屋でビデオを録画する音が聞こえる」と言われている。
自宅についてはマンションであるということ以外不明。ゲーム本編において自室で就寝中にかかってきた電話に出るというシーンがあるが、画面では真っ暗な中でセリフしか表示されなかった。「なるほど逆転裁判!」では自室の様子を描いた挿絵があった。『蘇る』のブログでは真宵に「想像ほど散らかっていない」と言われている。
また『4』の時点で成歩堂がいまだにそのマンションに住んでいるかは不明。上記のようにこの事務所は居住空間としての機能を十分に兼ね備えている。なお『1』の時点では助手の真宵がこの事務所に住み込んでいたらしい。

#### 成歩堂 龍一編(『逆転裁判 蘇る逆転』〜『逆転裁判3』)
前述のとおり、刑事裁判を専門とする弁護士として活躍。今まで劇中で成歩堂が被告人の弁護を担当した24の事件（『1』でDL6号事件と自分が被告人となるのを含めて6件、『2』で4件、『3』で第2話を窃盗事件と殺人事件で分けた場合は4件、『蘇る』で1件、『4』で明らかになった1件、『5』でUR-1号事件の再審理と、特別編で被告人が変わったのを分けた場合は5件、『6』でクライン王国での裁判を含め、民事事件を除くと3件）のうち、無罪判決を勝ちとったのは22件。なお、後述のとおり『6』の民事裁判では敗北している。
成歩堂の受け持った依頼人は、無実であるにもかかわらず有罪判決寸前の絶体絶命のピンチであることが多い。しかし、成歩堂は些細な証言の矛盾も見逃さずにつっこみ、確たる矛盾を見つけられない時はハッタリをかますことで証言を引き出し、矛盾の証拠をつきつけることでほとんどの案件で無罪判決を勝ち取っている。親友矢張を冤罪から救った最初の法廷にてその様子を見ていた師匠の千尋から「恐怖のツッコミ男」とあだ名をつけられた。
数字の上では素晴らしい成績をあげているがその割に依頼は1か月に1件来れば良い方で、『1』第3話の「どうしよう、今月の家賃…」という台詞や第4話で「（御剣に）今月の家賃も全額払ってくれ」と呟いていることからも判るように、その月の事務所の家賃も払えるか払えないかの状態である。依頼人には御剣怜侍（検事）やマキシミリアン・ギャラクティカ（世界的マジシャン）のような高額所得者もいるものの、真宵（霊媒師）や須々木マコ（警察官。後にウエイトレスに転職。その両方で一回ずつ成歩堂の弁護を受けた）のような低額所得者もおり、果ては矢張のような依頼料を払わない人物もいるため収入はあまり安定しているとは言えない。
ただし上記の担当事件数はあくまでゲーム中で担当した事件数である。『1』第4話の時点では「3件しか担当していない」という発言があるが、『蘇る』では以降2か月の間に何件か依頼が来たという発言があるため、それ以降はゲーム中で描かれない依頼を受けている可能性がある。しかし『1』第4話から『蘇る』の間は「依頼を受ける気分にならなかった」という発言から、依頼は断っていたようである。ゲーム中で見られない案件でいくつ無罪判決を勝ち取ったのかは不明だが、『2』第4話では「完全無敗の経歴」と言われ、『4』の公式ガイドブックの第4話の紹介ページでは「初法廷から3年間不敗を誇る、法曹界の伝説の弁護士」と記されている。
漫画版ではそれなりに依頼が来ているようで、劇中で真宵が「仕事が忙しいからって最近食べに連れて行ってくれない」と嘆く場面がある。しかし「おカネがないから（携帯電話の）新しいのが買えない」「電気代が払えなくて困っています」とも言われているため、やはり収入は安定していないようである。
劇中では『3』第3話で偽者が登場しその偽者が扱った事件が雑誌の記事になっていることや、『4』での王泥喜の彼に対する「俺たちの世代で知らない人はいない」というセリフ、みぬきの「未だに法律事務所と間違えて依頼してくる人がいる」というセリフ、『5』の傍聴人の「こんなの成歩堂弁護士じゃない」という野次から、彼の弁護士としての知名度は相当高かったことがうかがえる。

#### 成歩堂 龍一・王泥喜 法介・希月 心音編(『逆転裁判4』〜『逆転裁判6』)
前述の事件により弁護士を辞め、みぬきを養女に迎え入れて以降は事務所の名前を「成歩堂芸能事務所」と改めた（芸能事務所となった理由はみぬきの提案によるもの）。ロシア料理店「ボルハチ」で自称ピアニストとなっているが実際はポーカーのプロとして活躍しており、7年間無敗。事務所には成歩堂とみぬき以外には誰も専属しておらず、収入は成歩堂よりもプロの魔術師であるみぬきのほうが多い。成歩堂が交通事故を起こして入院したときにみぬきに家賃と給食費の心配をされていることから、やはり収入は安定していないようである。7年後王泥喜法介が入る。その翌年には希月心音が加入。
『4』第4話では裁判員制度シミュレーション法廷委員会・委員長を任されている（その際「自分はピアノを弾くよりもこちらの仕事の方が向いている」と発言している）。またこの時期、地方検事局長に出世した御剣の計らいで、司法の仕事をたびたび手伝っていたことが『5』で明らかになった。なおこの任務として渡米した際、希月心音と知り合っている。
『4』では裁判員制度の調整などを行っていたため、成歩堂が王泥喜やみぬきと直接行動を共にすることはほとんどなかったが、『5』で弁護士資格を再取得して以降は王泥喜や心音と行動を共にする機会も増えている。『5』ボイスドラマで心音はなんでも事務所の事業について「弁護に手品に庭の草むしり、ズレ始めた夫婦仲の橋渡しまで」と発言しており、仕事はあるらしい。
『6』第1話では倉院流霊媒道の起源の国・クライン王国に修行中の真宵を迎えに行く為渡航、到着して間も無くツアーガイドをしてくれている少年がいきなり国家反逆及び殺人罪で逮捕され、成り行きでクライン流の弁護士不在、御霊の託宣のみでの審議という日本では考えられない裁判を目の当たりにし、やむを得ず崖っぷちの弁護を引き受け、無罪を勝ち取る。
第3話ではクラインでの最後の修行の最中殺人犯として逮捕された真宵を弁護、クライン出身の国際検事ナユタ・サードマディと初対峙する。証拠不十分で一度は有罪になってしまうものの、真宵のもう一つの犯行が浮上し次こそ無罪を証明しないと真宵と揃って死刑と崖っぷちに立たされながら調査を開始、その最中元弁護士で革命家のドゥルク・サードマディの法律事務所で幼少期のナユタと王泥喜の写真を発見、そして国の許可を得て真宵の霊媒で被害者を追求し無罪を勝ち取った。
最終5話では暗殺部隊を第3話の法廷で公にされた逆恨みでクライン王国法務大臣、インガ・カルクール・クラインに真宵を人質に取られた状況で王泥喜を相手に原告代理人として民事裁判で対決し、王泥喜が突破口を見つけた事で自身の依頼人を追求し、潔く敗北している。インガは民事法廷閉廷後成歩堂に電話を掛け真宵を解放して欲しければ『始祖の宝玉』を持ってこいと要求した事で、真宵が誘拐された事で依頼を受けた御剣の計らいを受け、再度クラインへと渡航。今度は法務大臣の殺人事件が発生し、手の掛かる捜査になると考え御剣と捜査を開始、裁判に備えクライン流の裁判は経験していない者には荷が重いと考え王泥喜と共にドゥルクの裁判に挑む、裁判終盤では真犯人の国家権力による死刑宣告に屈指そうになるものの、王泥喜が千尋の言葉を口ずさんだ事で奮い立ち、見事勝訴を勝ち取りドゥルクの目指す革命を成し遂げた。その後ナユタの案内でサードマディ法律事務所に訪れ、ナユタから王泥喜へのクライン残留の誘いを聞き、一日だけじっくり考える時間を与え、王泥喜はクラインへの残留を聞きその決意を快く背中を押し、初めて弟子の巣立ちを見届けながら一同と日本に戻る。

### 特別法廷
主に東京ゲームショウ（TGS）などのイベントで公開される映像。
2005年では『逆転裁判』がDSに移植されてから証拠品をリストで見られるようになったために焦りのポーズを一度も見せず、「これからはもうモタモタなんかするもんか!」と言い放った。そのため突っ込むことが一切なかった。
2006年では主人公の入れ替えということもあり、法廷での準備はまるっきり出来ていなかった。それでもオバチャンのマシンガントークに真相を言及したのを一発で見極めるなどの一人前さは見受けられたが、『王泥喜 法介編』の『4』で自分が弁護士じゃないことにショックを受けた。この年には突っ込みは冴えていた。
2008年は『検事』がメインだったため登場しないと思われたが、実は矢張を「ゲームのお客さま」として仕向け、御剣を主人公として仕立て上げた張本人であり、突撃取材の際にタイホくんの着ぐるみを着ていた。

### レイトン教授VS逆転裁判
逆転裁判側の主人公として登場。時系列は「本編との関与は考えていない」としており、真宵とともに年齢の設定などもされていない。
弁護士協会の技術交流としてイギリスに出張、簡易な裁判をするのみと考えており真宵とともに観光気分で来たが、担当したマホーネ・カタルーシアの窃盗および傷害事件で無罪判決を勝ち取った。その直後、マホーネの所持していた本「ラビリンシア」に自分と真宵の姿を確認し、本の中に吸い込まれるように姿を消す。
ラビリンスシティではマホーネが住んでいるパン屋で働いており、店主であるクロワを「ボス」と呼んでいた。自分が弁護士であることをすっかり忘れ、「5年ほど働いているパン屋」だと思い込んでいたが、魔女裁判にかけられることになったマホーネに弁護人として指名され、裁判の中で自分の記憶が操作されていたことに気づく。自分の世界と全く勝手が違う裁判に戸惑う彼だが、レイトン教授の助力によりマホーネの無罪判決を勝ち取ることができた。以降はマホーネを守り、ラビリンスシティの真実を解き明かすためレイトン教授とともに行動する。

### ULTIMATE MARVEL VS. CAPCOM 3
日本語版では「ナルホドくん」、英語版では「Phoenix Wright」として参戦。
モーションは証拠を探す動作や書類を指で叩く動作、「待った!」「異議あり!」の吹き出し、クシャミなどの原作にあった動作をもとに作られている。またミサイル（『1』『検事』に登場した警察犬）を呼び出し攻撃したり、真宵が現れてバリアーを張ったり腕をまわして突進するなどしてサポートする技がある。ハイパーコンボ「静粛に!」では巨大な裁判長が現れ、「とりあえず却下します!」と木槌で成歩堂ごと相手を叩き潰す（『2』第1話冒頭の再現）。
3つのモードを使い分けるキャラクターとなっている。デフォルトの「探偵モード」では「さがす」動作で証拠品を集め、ハイパーコンボゲージ上にある証拠品フォルダに拾った証拠品が記載されていく（証拠品は「さがす」際のボタンの強弱によって入るフォルダが変わり、最大3つ）。証拠品にはあたりとはずれがあり、「さがす」と同じコマンドで投げ捨てることが可能（捨てた証拠品は飛び道具として機能）。「法廷モード」では書類を投げるなど必殺技が増え、また集めた証拠品に応じて必殺技「つきつける」（携帯電話から飛び道具を発射する）の性能が変化する。「探偵モード」で集めた証拠品が全てあたりの場合には「法廷モード」で特殊技「逆転への布石」をヒットさせることで、一定時間限定の「逆転モード」に移行できる。「逆転モード」では巨大な手で相手を指さして攻撃するようになりリーチが増加する他、このモード限定でゲージを3本消費して使うLv3ハイパーコンボ「逆転裁判」が使用可能。相手が画面のどこにいようと一瞬で捕まえ、弁護席に立った成歩堂が「探偵モード」で集めた証拠品を相手に突き付け真犯人として告発する演出が入り、大ダメージを与える。ダメージ数値は同作品のハイパーコンボの中では最大で、キャラクターによってはこの技が当たるだけで体力の全てを奪われる（Xファクターを使い効果時間中にすべて当たればソー以外の全てのキャラクターが一撃）。「逆転裁判」をヒットさせると時間がいくら残っていようと強制的に「逆転モード」は終了する。控えに入っている間は「逆転モード」の時間は経過せず、アシストで使用可能な技も強化される。
アシストを求める際は基本的に「（キャラ名）さん」と呼ぶが、ジョー・アマテラス・X-23は呼び捨て、トロンは「トロンちゃん」、センチネルは「センチネルくん」、シーハルクは「ウォルターズ弁護士」と呼ぶ。またレッドアリーマーには対戦前に「悪魔なりに合法的にお願いします」と述べ、勝利すると「赤い奴に勝つと二倍スカッとする」「法律を守る悪魔っていうのも、なんか違う気がする」、英語版では「悪魔だけど、鬼検事じゃない」と述べるなど、特に専用の掛け合いが多い。悪役キャラクター（ヴィラン）には更生するよう呼びかけ、ドクター・ドゥームの悪行の数々には「僕に弁護できるかなあ」と不安を漏らしている。またゴーストライダーの正義感は理解しつつも、そのやり口には否定的である。真宵はセリフを一切発しないが、勝利デモでは成歩堂の背後で紙ふぶきをばらまく。さらにその後の勝利メッセージでは「本当に事務所の宣伝になるのかな」と成歩堂に疑問を投げられたり、アマテラスを飼おうとして成歩堂に止められている。
専用BGMは2種類用意されており、「探偵モード」「法廷モード」では「成歩堂龍一 ～異議あり! 2001」のアレンジ、「逆転モード」では「追求 ～追いつめられて」のアレンジとなっている。
なお、成歩堂の格闘ゲーム参戦は『タツノコ VS. CAPCOM』でも候補の一つとして挙がっていたが、原作では法廷パートにおける上半身の動作しかないため戦闘スタイルをうまく整えることができず没になった。またマイナーチェンジ前の『MARVEL VS. CAPCOM 3』ではシーハルクのエンディングに御剣とともに出演しているが、木槌で机をたたき壊したシーハルクの怪力に互いに抱き合いながらおびえていた。

### PROJECT X ZONE 2:BRAVE NEW WORLD
綾里真宵と2人で1組のソロユニットとして参戦。
日本に生物兵器を持ちこんだ疑いを掛けられた三島平八に弁護の依頼をされ、真宵と一緒に神室町で待ち合わせをしていた。そこで生物兵器によるパンデミックに巻き込まれる。依頼人である平八と真島吾朗に助けられ九死に一生を得るが、生物兵器に対抗する術がない成歩堂と真宵はマンホールを通って神室町の地下に一時的に避難することになる。しかし、その地下はモリガン・アーンスランドの居城と繋がっており、2人は魔界に迷い込んでしまう。魔界の魔物やデビル、さらには日本に生物兵器を持ちこんだ張本人であるシャドルーに成歩堂暗殺を依頼されたバレッタに襲われる成歩堂と真宵だが、モリガンが真宵の身に着けている勾玉に魔力を吹き込むことにより真宵の霊力が増幅され、真宵はトノサマンやヒメサマンを召還する力、成歩堂は「異議あり！」で敵をなぎ倒す力を手に入れる。そして成歩堂と真宵は異世界の仲間たちと共に、異形の者たちとの戦いに身を投じることになった。
なお、『PXZ2』本編開始以前に東城会をめぐる裁判で真島が被告になった際に成歩堂と真宵が弁護を担当しており、この3人は面識があったという設定になっている。

### その他
かなりの強運の持ち主で、前述の通り芸術学部から現役で司法試験に合格しているほか、法廷では度重なる逆転劇を見せる。ただし「運がいい」というのは必ずしも幸運に恵まれているというわけではなく、『1』では違法改造スタンガンで気絶させられるものの数分で回復したり、『2』では消火器で頭を殴られたものの記憶喪失（のちに自然回復）の軽傷で済んでいたり、『3』第5話では約12メートルもの高さから真冬の川に転落して風邪をひいただけで済んでいたり（集中治療室に入ってはいるが）、『4』第2話では車にはねられて10メートルも飛ばされた挙句、電柱に頭をぶつけたにもかかわらず足首を捻挫するだけで済むなど、「悪運が強い」という方が正しい。交通事故を目撃していたヤクザも驚いており、「鉄砲玉に欲しい」とまで発言している。それゆえに狩魔冥から「運がいいのか悪いのかわかりにくいオトコ」と言われるような状況に陥ることもある。また上記のように法廷では常に逆転劇を見せるが、逆に言えば毎回逆転しなければならないほど追いつめられており、そのような面倒な事件ばかり担当しているということでもある。また、推理物の主人公の常とはいえ『1』～『4』で実に計6件の殺人事件に巻き込まれており、漫画版でも度々殺人事件に関与している。
青いストレート型携帯電話を所持している。カメラ機能はついていない。『3』以前の作中で他の人物が持っている電話と比較すると決して古い型ではない（同型を使っている人物が少なくとも二人いる）が、作中の時間が経過するにつれ型落ちしている。しかし『5』まで10年間全く同じものを使っており、『4』でこの電話を調べると電池カバーをガムテープで固定して使用している様子が見られる（王泥喜曰く「余裕がないのか興味がないのか」）。なお『2』である人物によりメモリーが全て消されてしまっている。着信メロディは『1』では通常の着信音だったが、『2』以降の作品（時系列では『蘇る』以降）から「大江戸戦士トノサマン」のテーマになっている。『ULTIMATE MARVEL VS. CAPCOM 3』ではこの携帯電話から「証拠品を提出する」と称して飛び道具を打ち出す。漫画版では携帯電話のデザインが異なり、折り畳み式の電話になっている。
カプコンのゲーム『ビューティフル ジョー スクラッチ!』の背景に「BOOKS成歩堂」という店がある。
成歩堂龍一が青山剛昌原作週刊少年サンデー連載『名探偵コナン』第106巻名探偵図鑑で紹介された。

## 演じた人物
声優
- 巧舟 - ゲーム『1』から『4』『蘇る』
- 近藤孝行 - 『3』『4』PV、『特別法廷』、『5』以降、ドラマCD、『PROJECT X ZONE 2:BRAVE NEW WORLD』、『パチスロ 逆転裁判』
- 成宮寛貴 - 『レイトン教授VS逆転裁判』
- 鳥海浩輔 - 『ULTIMATE MARVEL VS. CAPCOM 3』日本語版
- サム・リーゲル - 『ULTIMATE MARVEL VS. CAPCOM 3』英語版、『5』英語版（フェニックス・ライト役）
- 梶裕貴 - テレビアニメ版

俳優
- 蘭寿とむ - 舞台『逆転裁判 -蘇る真実-』、『逆転裁判2 -蘇る真実、再び…-』（フェニックス・ライト役）
- 成宮寛貴 - 実写映画版
- 兼崎健太郎 - 舞台『逆転裁判 逆転のスポットライト』
- 渡辺大輔 - 舞台『逆転裁判2～さらば、逆転』
- 加藤将 - 舞台『逆転裁判 -逆転のGOLD MEDAL-』

ゲーム版で巧が声を当てた理由は「ディレクター特権の発動」によるもの。ただしゲーム内で声があるのは「異議あり！」などのふきだし付きの掛け声だけで、その他のセリフはメッセージの文字が表示される度に効果音が鳴るだけである。
メディアワークス発行のファンブック中のアンケートの設問「アニメ化・ドラマ化されたときのキャストは？」では巧が1位であった。巧も前述のインタビューにて「アニメ化されたら？」という質問に対し「今一度、ディレクター特権が発動されるのではないでしょうか」と語っている。
『レイトン教授VS逆転裁判』では巧の音声に変更可能なモードを用意する予定だったが、諸事情で実装されず、サウンドトラック発売イベントでは来場者にその新録ボイスが配布されている。なお巧は同作の登場人物の一人・ボロゾーキンの声を当てている。

## 関連人物
- 綾里千尋 - 上司兼師匠
- 綾里真宵 - 助手兼友人
- 綾里春美 - 助手兼友人
- 矢張政志 - 親友兼幼馴染、最初の依頼人
- 御剣怜侍 - 親友兼幼馴染、ライバル
- 宝月茜 - 友人
- 王泥喜法介 - 部下兼弟子
- 希月心音 - 部下兼弟子
- 成歩堂みぬき - 養子
- 牙琉霧人 - 親友
- ボクト・ツアーニ - 友人
- 成歩堂龍ノ介 - 先祖
- エルシャール・レイトン - 『レイトン教授VS逆転裁判』の仲間
- ルーク・トライトン - 『レイトン教授VS逆転裁判』の仲間